# BKK mkk

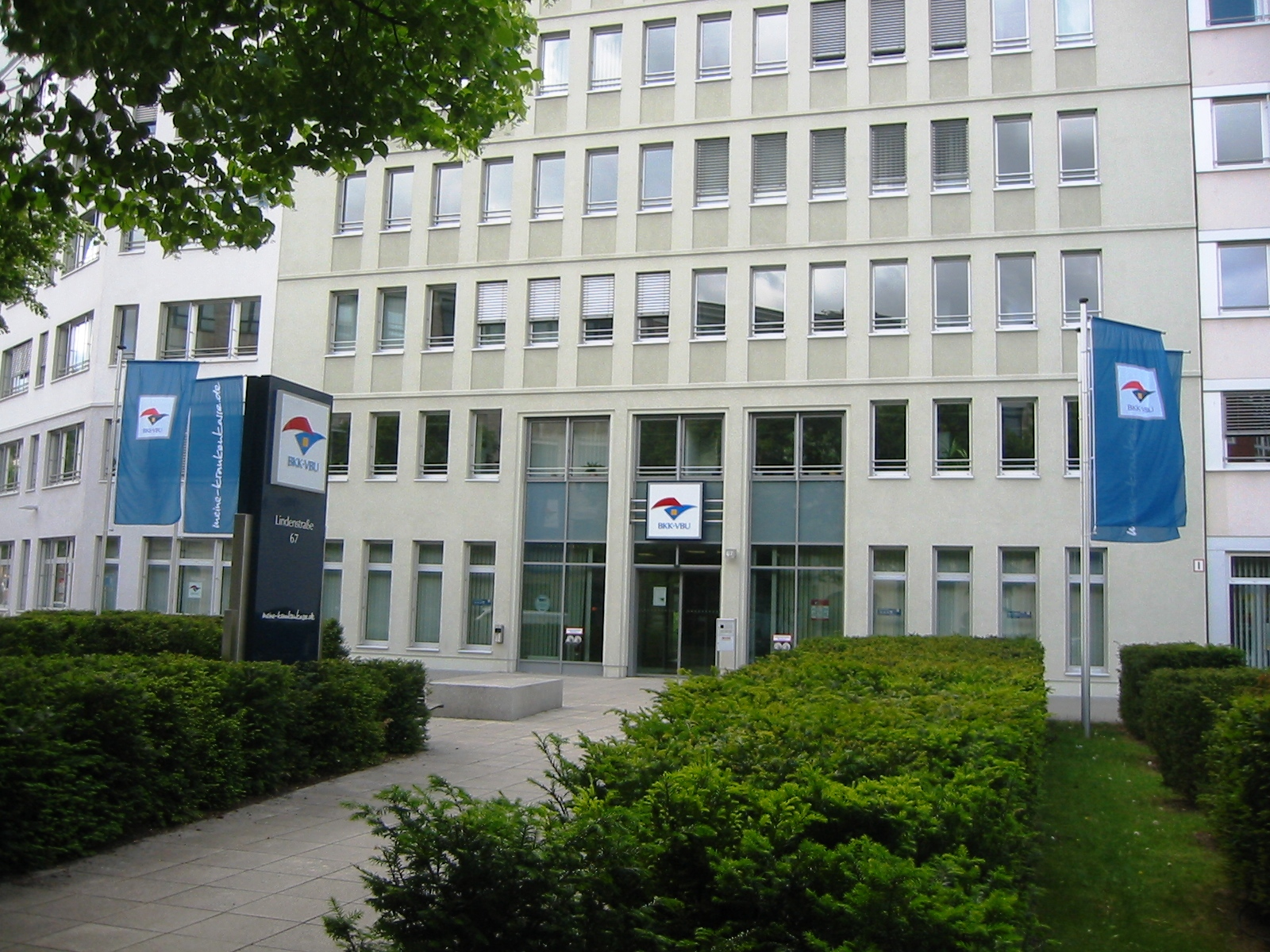
Hauptgeschäftsstelle der BKK mkk in der Lindenstraße in Berlin-Kreuzberg

Die BKK mkk – meine Krankenkasse Körperschaft des öffentlichen Rechts (Eigenschreibweise meine krankenkasse, kurz mkk, vormals BKK VBU) ist eine deutsche Betriebskrankenkasse mit Sitz in Berlin. Die Krankenkasse hat ihren Ursprung in den Unternehmen Verkehrsbau Union, Babcock Borsig, Balcke-Dürr, Bogestra, Buna-Werke, Leipziger Volkszeitung und Standard Elektrik Lorenz.

## Geschichte und Mitgliederentwicklung

Logo bis 2023

Die Krankenkasse entstand nach der deutschen Wiedervereinigung als Betriebskrankenkasse für die Belegschaft der VBU Verkehrsbau Union GmbH und nahm offiziell am 1. Januar 1993 als BKK Verkehrsbau Union (kurz BKK VBU) die Arbeit auf. Den Beschluss, die BKK VBU betriebsbezogen (geschlossen) zu errichten, fällten im September 1992 rund 60 Prozent der Arbeitnehmer der VBU Verkehrsbau Union. Bei ihrer Errichtung zählte die Krankenkasse 533 Mitglieder, die von zwei Mitarbeiterinnen betreut wurden. Zum 1. Januar 1996 öffnete sich die Krankenkasse mit Aufhebung der Betriebsbindung für alle gesetzlich Versicherten.
Aus der kleinen BKK VBU wurde im Laufe der Zeit durch schrittweise Zusammenschlüsse von bisher 11 Betriebskrankenkassen eine der 25 größten Krankenkassen in Deutschland (Stand Ende 2023). Ihr gehören rund 550.000 Menschen an. Bereits in den 2010er Jahren änderte die BKK VBU ihren Namen im Online-Geschäft in meine Krankenkasse. Am 1. Januar 2024 erfolgte die Umbenennung in BKK mkk – meine Krankenkasse und es wurde ein neues Logo mit neuen Farben eingeführt.

## Struktur
Der Hauptsitz der BKK mkk befindet sich in Berlin. Insgesamt verfügt die Krankenkasse im Bundesgebiet über 35 Servicecenter, ausgenommen Saarland und Bremen (Stand 2022).

## Beitragssätze und Finanzen
Seit 2023 erhebt die BKK mkk einen Zusatzbeitrag von 1,8 Prozent des beitragspflichtigen Einkommens. Zum 1. August 2024 erfolgte eine Erhöhung des Zusatzbeitrages auf 2,5 Prozent. Zum 1. Januar 2025 erfolgte eine Erhöhung des Zusatzbeitrages auf 3,5 Prozent.
Im Jahr 2022 betrug das Haushaltsvolumen 2069 Millionen Euro. Größter Ausgabenposten bei den Leistungsaufwendungen waren Kosten für die Krankenhausbehandlung in Höhe von 629 Millionen Euro.

## Zusammenschlüsse
- 2000: BKK Heitkamp
- 2001: BKK Dresdner Druck und Verlagshaus (DD&V)
- 2009: Mitteldeutsche BKK
- 2012: BKK futur
- 2015: BKK Medicus
- 2016: BKK Demag Krauss-Maffei, BKK Schleswig-Holstein, BKK Basell[5]
- 2017: Vereinigte BKK
- 2020: Brandenburgische BKK, TBK[6]